# Tom Eastman
Thomas Michael "Tom" Eastman (21 tháng 10 tháng 1991) là một hậu vệ người Anh.Hiện anh đang thi đấu cho Colchester United F.C..